# Jv16 PowerTools
Jv16 PowerTools — программное обеспечение представляет собой набор утилит для операционной системы Microsoft Windows, направленное на помощь в анализе, оптимизации и поддержании компьютера, разработанное компанией Macecraft Software.
Программа поставляется в двух редакциях, Freeware и Shareware. Бесплатная версия PowerTools Lite является менее функциональной.

## Встроенные утилиты
В таблице предоставлены утилиты, которые встроены в Jv16 PowerTools.
| Имя                       | Описание |
| ------------------------- | --- |
| Software Manager          | Позволяет пользователю удалять установленное программное обеспечение, следы ранее установленных программ, а также чистить записи от ранее удаленных программ в реестре Windows. |
| Startup Manager           | Отображает список всех программ, которые запускаются автоматически вместе с Windows, пользователь может удалить или отключить любую программу.                                  |
| Registry Manager          | Позволяет пользователю производить множественные операции в реестре Windows. |
| Registry Cleaner          | Анализирует реестр Windows, находит проблемы и устраняет их. |
| Реестр Finder             | Позволяет пользователю осуществлять поиск данных непосредственно из реестра Windows.                                                                                            |
| Registry Find and Replace | Позволяет пользователю оперативно искать и заменять данные в реестре Windows.                                                                                                   |
| Registry Monitor          | Позволяет сделать снимок реестра Windows (создание резервных копий). |
| Registry Compactor        | Позволяет пользователю восстановить реестр Windows после непредвиденных сбоев.                                                                                                  |
| Registry Information      | Отображает детальную информацию о численности, структуре и содержании реестра Windows.                                                                                          |
| File Finder               | Поиск файлов с очень богатым набором параметров. |
| File Cleaner              | Отображает список всех временных файлов или файлов, которые не являются рабочими (пустыми).                                                                                     |
| File Organizer            | Организация файлов в системе. |
| Duplicate File Finder     | Ищет файлы с одинаковым, а также файлы с частично идентичным содержимым. |
| File Tool                 | Позволяет пользователю шифровать файлы, массово переименовывать сразу несколько файлов одновременно или безвозвратно их удалять.                                                |
| Directory Finder          | Поиск каталогов в системе и работа с ними. |
| Directory Tool            | Позволяет производить различные манипуляции с каталогами, которые выбрал пользователь.                                                                                          |
| Disk Wiper                | Позволяет безопасно стереть содержимое диска, каталога, без возможности восстановления.                                                                                         |
| Start Menu Fixer          | Позволяет пользователю просматривать и исправлять неправильные ярлыки на рабочем столе и в Меню «Пуск».                                                                         |